# 屋嘉節
「屋嘉節」（やかぶし）は、琉球民謡の曲のひとつ。1945年の沖縄戦後に、金武村（現在の金武町）屋嘉に設けられた旧日本軍将兵の捕虜収容所で創作された。作曲は山内盛彬、作詞は金城守賢とされることが多いが、渡名喜庸仁なども自分が作詞者だと称している。また、複数の異なる歌詞が「屋嘉節」として伝えられている。金武町に建立されている「日本軍屋嘉捕虜収容所跡の碑」の裏面に刻まれた「屋嘉節」の歌碑にある歌詞には、作詞者は明記されていない。さらに、同趣の曲として「PW無情」、「敗戦数え歌」があり、特に前者については歌詞が「屋嘉節」と繋げられて、ひとつの曲として扱われることもある。

## 成立の背景
1945年の沖縄戦後、焼き払われた金武村屋嘉集落の跡、後の金武町立嘉芸小学校の校地周辺を、米軍がブルドーザーで整地し、投降した日本軍将兵およそ7千人を収容する「屋嘉捕虜収容所」が設けられた。沖縄出身者の捕虜たちは、空き缶やあり合わせの木材を使い、パラシュートの紐を弦としてカンカラ三線を作り、演奏するようになり、やがて「屋嘉節」が生まれて広まったという。
このため、「屋嘉節」はカンカラ三線のレパートリーとして演奏されることもある。

## 鎮魂歌として
「屋嘉節」の歌詞には、戦争のむなしさが歌われており、再び戦争が起きないことを願うという内容が含まれているため、平和教育において取り上げられたり、「沖縄慰霊の日」などの行事に演奏されることがある。